# Jeux mondiaux de 2001
Navigation
Lahti 1997 Duisbourg 2005
Les Jeux mondiaux de 2001 constituent la sixième édition des Jeux mondiaux, organisée à Akita, au Japon, du 16 au 26 août 2001.

## Épreuves
- Billard aux Jeux mondiaux de 2001
- Bowling aux Jeux mondiaux de 2001
- Rugby à sept aux Jeux mondiaux de 2001